# Chelonus tarbagataicus
Chelonus tarbagataicus är en stekelart som först beskrevs av Vladimir Ivanovich Tobias 1997.  Chelonus tarbagataicus ingår i släktet Chelonus och familjen bracksteklar. Inga underarter finns listade i Catalogue of Life.